# 太田和彦
太田 和彦（おおた かずひこ、1946年3月3日 - ）は、日本のグラフィックデザイナー。居酒屋探訪家としての活動で知られる。日本グラフィックデザイナー協会、東京アートディレクターズクラブ所属。

## 略歴
1946年、終戦直後の中華民国（当時）の北平市（現 北京市）で生まれる。生後すぐ佐世保に引き揚げた。教師だった親の転勤に伴い長野県の木曽郡や松本市で育つ。中学・高校時代に美術に関心を深め、長野県松本深志高等学校を経て東京教育大学（現・筑波大学）教育学部芸術学科構成専攻に進学し、グラフィックデザインを学ぶ。
1968年、同大学卒業後、デザイナーとして資生堂に入社する。同社宣伝制作室ではアートディレクターを務めた。写真家の十文字美信と組んで製作した「シフォネット」シリーズなどの広告は前衛的すぎて社内で賛否両論を招いた。1970年代前半、無名時代のRCサクセションのライブに、数少ない観客の一人として参加し、毎回キザクラの一升瓶を楽屋に差し入れしたというエピソードがある。
1989年に独立し、「アマゾンデザイン」を設立。1991年、椎名誠が監督した映画『うみ・そら・さんごのいいつたえ』で美術監督を務めた。2000年から2007年まで、東北芸術工科大学の教授も務めた。
2022年3月26日、陶磁器メーカー・中善（長崎県波佐見町）のオリジナルブランド「zen to」より、監修した『蓬莱盃』『夫婦盃』が発売。

## 居酒屋探訪家として
資生堂在籍時より居酒屋巡りを趣味としており、30代後半で居酒屋研究会を設立して会報を刊行する。そのエッセンスを集めた『完本・居酒屋大全』で注目される。また、戦後の映画・歌謡曲などにも造詣が深い。
1999年、旅チャンネルで「全国居酒屋紀行」がスタート。シリーズ化して、「太田和彦の日本百名居酒屋」まで、11年ものロングランとなり、後発の居酒屋探訪番組への礎となる。2021年現在も、BS11で居酒屋探訪番組「ふらり旅 新･居酒屋百選」を担当している。

## 受賞歴
- 東京アートディレクターズクラブ賞（1973年、1983年、1984年）[1]
- 朝日広告賞
- 毎日広告デザイン賞[1]
- 日本雑誌広告大賞
- 世界ポスタートリエンナーレトヤマ銀賞
- 文化庁長官表彰（2019年）[5]

## 著書

### デザイン関係
- 「資生堂のクリエイティブワーク」求龍堂 1985
- 「異端の資生堂広告／太田和彦の作品」求龍堂 2004.2

### 居酒屋関係
- 「居酒屋大全」講談社 1990.5（のち、角川文庫。のち「完本・居酒屋大全」として小学館文庫）
- 「精選東京の居酒屋」草思社 1993.4（のち、「新精選東京の居酒屋」）
- 「ニッポン居酒屋放浪記」新潮社 1997.1（のち、「ニッポン居酒屋放浪記 立志編」として新潮文庫）
- 「日本の居酒屋をゆく 疾風篇」新潮社 1998.5（のち、「ニッポン居酒屋放浪記 疾風篇」として新潮文庫）
- 「日本の居酒屋をゆく 望郷篇」新潮社 1998.6（のち、「ニッポン居酒屋放浪記 望郷篇」として新潮文庫）
- 「居酒屋の流儀 The new fifties」講談社 1998.11（のち、「超・居酒屋入門」として新潮文庫）
- 「居酒屋かもめ唄」小学館 2000.12（のち、小学館文庫）
- 「太田和彦の全国居酒屋巡礼」（監修）河出書房新社 2000.11
- 「東海道居酒屋膝栗毛」小学館 2003.11（のち、「東海道居酒屋五十三次」と改題して小学館文庫）
- 「日本酒ベストセレクション350」（監修） 日本文芸社, 2004.8
- 「太田和彦の居酒屋味酒覧精選172」新潮社 2004.9（のち、「太田和彦の居酒屋味酒覧精選173」）
- 「日本酒スペシャル・セレクション488 全国の蔵元が誇る、珠玉の銘酒たち。」（監修） 日本文芸社 2004.11
- 「東京・居酒屋の四季」新潮社 2005.7
- 「焼酎居酒屋&バー エクセレント50」（監修） 日本経済新聞社 2005.11
- 「ひとりで、居酒屋の旅へ」晶文社 2006.2
- 「居酒屋道楽」新潮社 2006.6（のち、河出文庫）
- 「Pen（ペン） 2009年 No256 1/1・15 新年合併号 「完全保存版 全国47都道府県をすべて網羅!いちばん美味い、居酒屋はどこだ?」 トータル飲料コーディネーターの友田晶子氏との「分業」選定および執筆。（阪急コミュニケーションズ） 2008.12
- 「ひとり旅 ひとり酒」京阪神エルマガジン社 2009.11
- 「みんな酒場で大きくなった」京阪神エルマガジン社 2013.10
- 「居酒屋を極める」新潮社 新潮新書 2014.11 190ページ
- 「東京エレジー　居酒屋十二景」集英社 2016.12（のち、「東京居酒屋十二景」と改題して集英社文庫）

### その他
- 「シネマ大吟醸」角川書店 1994.12（のち、小学館文庫）
- 「黄金座の物語」小学館 2001.3

## 出演
- 「椎名誠と怪しい探検隊」（日本テレビ）
- 「居酒屋紀行シリーズ」（旅チャンネル）
  - DVD「太田和彦のニッポン居酒屋紀行 全5巻」「太田和彦の百名居酒屋 1〜5」
  - 「太田和彦の日本百名居酒屋」（旅チャンネル、サンテレビほか）※BS日テレでは2013年1月6日から放送
- 「太田和彦のバーのある街へ」（旅チャンネル）
- 「旅ちゃんガイド」 - 第18話、47話ゲスト出演（旅チャンネル）
- 「ぼくはロックで大人になった〜忌野清志郎が描いた500枚の絵画〜」（NHK BS-hi、2010年 古くからのファンとして登場）
- 「ふらり旅 いい酒いい肴」（BS11、2013年4月2日 - 2018年3月27日）
- 「久米書店 〜ヨクわかる!話題の一冊〜」「太田和彦 居酒屋を極める」（BS日テレ、2015年1月18日）
- 「ふらり旅 新･居酒屋百選」（BS11、2018年10月7日 - ）
- 「にっぽん酒処めぐり」（旅チャンネル、2020年1月16日、1月23日、ゲスト出演）

## 監督
- しずかなあやしい午後に、1997年公開。太田和彦、和田誠、椎名誠の共同監督